# Големият скок напред
Големият скок напред (на традиционен китайски: 大躍進, на опростен китайски: 大跃进, на пинин: Dàyuèjìn) е икономически и социален план, общонародна кампания в Китай в периода 1958 – 1961 година. Цели ускоряване на икономическото развитие, бързо развитие на промишлеността и селското стопанство, за да се превърне Китайската народна република от аграрна в развита индустриална страна. Нарастването на производството е предвидено със средствата на идеологическата пропаганда.
„Големият скок напред“ започва през 1958 г. Целта на Мао е да превърне аграрната страна в конкурентоспособна индустриализирана икономика. За целта милиони селяни трябва да бъдат превърнати в работници на нищожна цена. Те са обединени в комуни от по хиляди души, които работят под строй и се хранят в обща кухня.
Резултатите са катастрофални – милиони гладуващи, нисък стандарт на живот и демографски срив. Смята се, че в Китай между 40 и 50 милиона души умират от глад между 1959 и 1962 г. след тази масова кампания.

## Същност
През януари 1958 г. Мао Дзъдун стартира втория петгодишен план, познат още под името „Големият скок напред“ – план, замислен като алтернативен модел за икономически растеж, фокусиращ се върху тежката промишленост. Според тази икономическа програма малките земеделски колективи се сливат в големи народни комуни и много селяни са изпратени да работят по големи инфраструктурни проекти или по добива на желязо и стомана. Частното производството на някои храни е забранено, добитъкът става обща собственост.
По времето на Големия скок Мао и други партийни лидери нареждат на новите комуни да прилагат различни нови, недоказани и ненаучни земеделски технологии. В комбинация с отклоняването на работна ръка към производството на стомана и инфрастуктурните проекти, както и цикличните природни бедствия, тези проекти водят до 15% спад в производството на пшеница през 1959 г., последван от допълнителен 10% спад през 1960 г., като тези ниски нива се запазват през 1961 г.
В опит да спечели благоразположението на началниците си и да избегне евентуална чистка, всеки слой на партийната йерархия преувеличава количеството пшеница, произведен под техен контрол. Въз основа на тези грешни данни голяма част от добива е прибран за държавно ползване, най-вече за градовете, но също така и за износ. Положението в някои райони е усложнено от суши, а в други – от наводнения, като това оставя селяните с малко храна за самите тях и води до Големия китайски глад, в който умират милиони. Този глад е пряката причина за смъртта на над 30 милиона китайци в периода 1959 – 62 г. Много измършавели деца умират като следствие на недохранването скоро след края на Големия скок през 1962 г.
Доколко Мао е бил запознат със сериозността на ситуацията е оспорвано. Според някои изследователи, като д-р Ли Джисуи, Мао не предполага, че ситуацията е нещо повече от лек недостиг на храна до края на 1959 г.:
„Но не мисля, че когато говори на 2 юли 1959 г., знаеше колко тежко е станало бедствието и мислеше, че партията прави всичко възможно да управлява ситуацията.“
Историкът от Хонг-Конг, Франк Дикотер, които прочита над хиляда документи, от (2005 – 2009 г.) разсекретените китайски местни и регионални партийни архиви, оспорва идеята, че Мао не знае за глада, докато вече не е твърде късно:
„Идеята, че държавата по погрешка е взела твърде много зърно от провинцията, защото предполага, че реколтата е много по-голяма, е в голямата си част мит и е вярна единственао за есента на 1958 г. В повечето случаи партията много добре знае, че убива от глад собствените си хора. На тайна среща в хотел Цинцян в Шанхай на 25 март 1959 г. Мао изрично нарежда на партията да се сдобие с до една трета от всичкото зърно, много повече отколкото дотогава. На срещата той казва че „когато няма достатъчно храна, хората ще умрат от глад. По-добре е да оставим половината хора да умрат, за да може другата половина да яде.“
В „Гладни призраци“ Джаспър Бекер отбелязва, че Мао се отнася пренебрежително към докладите за недостиг на храна в провинцията и отказва да промени курса, смятайки, че селяните лъжат и десницата и кулаците крият зърно. Той отказва да отвори държавните хамбари и вместо това започва серия от кампании против укриването на зърно, които водят до много чистки и самоубийства. Започват още насилствени кампании, при които партийни лидери обхождат селата в търсене на скрита храна, но не само зърно, защото Мао издава квоти за прасета, пилета, патици и яйца. Много от селяните, обвинени в укриване на храна, са измъчвани и пребивани до смърт.
Независимо от подробностите, Големият скок напред води до милиони смъртни случаи в Китай. Мао губи почитта на много от висшите кадри в партията и впоследвие (1962 г.) е принуден да се откаже от този политически курс, като губи политическото си влияние, за сметка на по-умерени лидери като Лю Шаоци и Дън Сяопин. Въпреки това Мао, подкрепен от националната пропаганда, твърди, че той е само частично виновен. Така той успява да запази поста си като председател на Китайската комунистическа партия, като президентството е предадено на Лю Шаоци.
Големият скок напред е катастрофа за Китай. Въпреки че като количество квотите за стомана са достигнати, почти всичката тази „стомана“ е всъщност нисковъглеродно желязо, защото е направена от несортиран скрап в домашни пещи без надежден източник на гориво (кокс). Според Чан Ронмей, учител по геометрия в Шанхай по време на Големия скок:
„Ние взехме всички мебели, тенджери и тигани, които имахме в нашата къща и всички наши съседи направиха същото. Сложихме всичко в един голям огън и стопихме всичкия метал.“
Повечето язовири, канали и други инфраструктурни проекти, на които милиони селяни и затворници са принудени да работят, и който в много случаи умират, се оказват безполезни, защото са построени без информация от опитни инженери, които Мао отхвърля на идеологическа основа.
Най-лошата част от глада е насочена към враговете на държавата, подобно на глада от 1932 – 33 г. в СССР. Както Джаспър Бекер обяснява:
„Най-уязвимата част от китайското население, около пет процента, са тези, които Мао нарича народни врагове. Всеки, който в предишни кампании на репресии е обявяван за „черен елемент“, е получавал най-нисък приоритет при разпределянето на храна. Земевладелци, богати селяни, бивши членове на националистическия режим, религиозни лидери, членове на десницата, контрареволюционери и семействата на тези лица умират в голям брой.“

## Последици
На Лушанския пленум през юли/август 1959 г. няколко лидери изразяват загриженост, че Големият скок не е толкова успешен, колкото е планирано. Най-директният от тях е министърът на отбраната и генерал от Корейската война Пен Дехуай. Мао, страхувайки се от изгубване на позицията си, организира премахването на Пен и привържениците му, потискайки критиката на политиката на Големия скок. Висши служители, които съобщават истината на Мао, са заклеймявани като „десни опортюнисти“. Започва кампания срещу десния опортюнизъм, която води до изпращането на партийни членове и обикновени селяни в лагерите, където впоследствие ще умрат от глад. Години по-късно ККП ще заключи, че в тази кампания шест милиона души са наказани погрешно.
Броят на загиналите от глад по време на Големия скок е противоречив. До средата на 80-те години, когато официалните данни от преброяването са публикувани от китайското правителство, почти нищо не се знае за мащаба на бедствието в китайската провинция, тъй като малко западни наблюдатели са допускани по това време и са били ограничавани до образцови селища, къде са били заблуждавани, че Големият скок има голям успех. Смятало е се, че докладите за глад, които достигат до Запада, предимно през Хонг Конг и Тайван, са преувеличени, защото Китай продължава да твърди за рекордни реколти и дори изнася зърно през този период. Понеже Мао иска да изплати дълга си към СССР на стойност 1,973 милиарда юан от 1960 г. до 1962 г., износът се увеличава с 50% и комунистическите режими в Северна Корея, Северен Виетнам и Албания получават безплатно зърно.
Преброявания са извършени в Китай през 1953, 1964 и 1982 г. Първият опит да се изследват тези данни, за да се пресметне броят на жертвите, е направен от американския демограф д-р Джудит Банистър и е публикуван през 1984 г. Имайки предвид дългите периоди между преброяванията и съмненията относно истинността на данните, е трудно да се даде точна бройка. Въпреки това Банистър стига до заключението, че според официалните данни около 15 милиона души загиват през периода 1958 – 61 г. и базираната на нейния модел на китайската демография по време на периода и недокладването по време на глада, бройка е около 30 милиона. Официалната статистика е 20 милиона смъртни случаи. Според Ян Чишън, бивш репортер на новинарската агенция на Синхуа, който има привилегирован достъп и връзки, недостъпни за другите учени, изчислява, че жертвите са 36 милиона. Франк Дикотер изчислява, че има поне 45 милиона преждевременни смъртни случаи по време на Големия скок от 1958 г. до 1962 г. Други източници поставят бройката между 20 и 46 милиона.
На международно ниво, периодът е доминиран от допълнителната изолация на Китай. Съветско-китайският разрив води до изтеглянето на съветските технически експерти и помощ от страната. Разривът е предизвикан от идеологически спорове относно контрола и посоката на световния комунизъм и други – относно външната политика. Повечето от проблемите по отношение на комунистическото единство са резултат от смъртта на Сталин и заместването му от Никита Хрушчов. Само Албания, под ръководството на Енвер Ходжа, открито се застъпва за Китай, което създава съюз между двете държави, който продължава до китайско-албанския разрив след смъртта на Мао през 1976 г.
Сталин се представя като наследникът на „правилната“ марксистка мисъл преди Мао да контролира ККП и затова Мао никога не оспорва нито една сталинистка доктрина (поне докато Сталин е жив). След смъртта на Сталин Мао смята, че властта над „правилната“ марксистка доктрина ще се падне на него. Последвалото напрежение между Хрушчов (като глава на по-силно политически и военно правителство) и Мао (смятащ, че има по-добро разбиране на марксистката идеология) разгражда предишните отношения между КПСС и КПП. В Китай съветските граждани са отречени като „ревизионисти“ и са добавени до „американският империализъм“ като движение, на което трябва да се противопоставя.
Отчасти заобиколен от враждебни американски бази в Япония, Южна Корея и Тайван, Китай вече е застрашен и от съветска заплаха от север и запад. Вътрешната криза и външната заплаха води до нуждата от невероятно държавничество от страна на Мао, но докато Китай влиза в новото десетилетие, държавниците в Китай са в остра враждебна конфронтация помежду си.
На голяма конференция на ККП в Пекин през януари 1962 г., наречена „Конференцията на седемте хиляди“, председателят на КНР Лю Шаоци осъжда Големия скок като причина за широко разпространения глад. Мнозинството от делегатите изразяват съгласие, но министърът на отбраната Лин Бяо твърдо защитава Мао. Следва кратък период от либерализация, докато Мао и Лин обсъждат как да отвърнат, Лю Шаоци и Дън Сяопин спасяват икономиката, като разпускат народните комуни, въвеждат елементи на частен контрол и внасят зърно от Канада и Австралия, за да смекчат ефекта на глада.